# Fülsenbeck
Fülsenbeck ist ein wüst gefallener Ort bei Brilon.
Der Ort lag nicht weit von der Fülsenbecke zwischen Mittelsberg und Gretenberg, nordwestlich von Brilon. Bei Grabungen auf dem Siedlungsgelände wurden frühkaiserliche Siedlungsspuren, sehr alte Scherben und ein gehenkeltes römisches Bleigewicht gefunden, das heute im Besitz des Landesmuseums ist.
Fülsenbeck ist wie viele andere Orte im späten Mittelalter dem großen Wüstungsprozess zum Opfer gefallen. Es hat sich dabei wohl um einen schleichenden, langsamen Vorgang gehandelt. Dieser setzte um 1300 ein. Über die Gründe für das Verlassen des Ortes gibt es unterschiedliche Theorien. Angedacht wird beispielsweise die Anziehungskraft der Stadt Brilon. Ein weiterer Grund waren Pestepidemien und das Bedürfnis der Bewohner, in befestigten Städten Schutz zu suchen.